# Coat of Many Cupboards
Coat of Many Cupboards (2002) è una compilation degli XTC.

## Il disco
Il cofanetto, pubblicato il 25 marzo 2002, vuole essere un'antologia dei quindici anni trascorsi dal gruppo alla casa discografica Virgin Records, e propone 42 brani inediti su 62. Peculiarità di questo cofanetto è infatti la presenza di due tracce fantasma all'inizio dei CD 2 e 3; per poterle ascoltare è necessario tornare indietro manualmente prima della traccia 1 con il tasto REWIND.

Non esiste una versione in vinile di questa raccolta.

## Musicisti
- Andy Partridge - voce, chitarra elettrica, chitarra acustica, tastiere, basso, e percussioni (tranne che sul CD 3 brani 6, 9, 11, e 13 e sul CD 4 brani 4 e 8)
- Colin Moulding - voce, basso, chitarra e tastiere (tranne che sul CD 2 brano 13, sul CD 3 brani 5, 8, e 12, e sul CD 4 brani 3, 6, 7, 10, e 12)
- Dave Gregory - chitarra elettrica, pianoforte, mellotron e sintetizzatore (tranne che su tutto il CD l, sul CD 2 brano 13, sul CD 3 brani 5, 6, 8, 9, e 11-13, e sul CD 4 brani 3, 4, 6-8, 10, 12, e 14)
- Terry Chambers - batteria (su tutto il CD 1, il CD 2 brani 1-15, e il CD 3 brani 1-4)
- Barry Andrews - tastiere e voce (sul CD 1 brani 1-11)
- Sting e Frances Tomelty - battimani (sul CD 2 brano 3)
- Pete Phipps - batteria (CD 3 brani 7 e 10)
- Ian Gregory - batteria (CD 4 brani 1 e 2)
- Prairie Prince - batteria (CD 4 brano 5)
- Pat Mastelotto - batteria (CD 4 brano 9)
- Dave Mattacks - batteria (CD 4 brani 11 e 13-15)
- Guy Barker - tromba (CD 4 brano 11)

## Tracce

### CD 1
1. Science Friction [CBS Demo] Andy Partridge– 3:32
2. Spinning Top [Live] (Partridge) – 3:00
3. Traffic Light Rock [Live] (Partridge) – 2:06
4. Radios in Motion [White Music Version] (Partridge) – 2:54
5. Let's Have Fun [White Music Outtake] (Colin Moulding) – 1:19
6. Fireball X15/Fireball Dub [White Music Outtake] (Barry Gray) – 3:24
7. Heatwave Mark 2 Deluxe [White Music Outtake] (Moulding) – 1:47
8. This is Pop? [Single Version] (Partridge) – 2:42
9. Are You Receiving Me? [Go2 Outtake] (Partridge) – 3:23
10. Things Fall to Bits [Go2 Outtake] (Barry Andrews) – 2:26
11. Us Being Us [Go 2 Outtake] – 2:55 (Andrews)
12. Life Begins at the Hop [First Rehearsal Extract] (Moulding) – 1:09
13. Life Begins at the Hop [First Recording, Unused] (Moulding) – 3:58
14. Making Plans for Nigel [Demo Version] (Moulding) – 4:15
15. Ten Feet Tall [Drums and Wires Version] (Moulding) – 3:14
16. Sleepyheads [Drums and Wires Outtake] (Moulding) – 4:52

### CD 2
1. Meccanic Dancing (Oh We Go) [Live] (Partridge) – 2:34
2. Atom Medley: Into the Atom Age/Hang on to the Night/Neon Shuffle [Live] (Partridge) – 6:52
3. Life Begins at the Hop [Unused U.S. Single Recording] (Moulding) – 2:57
4. Real by Reel [Unused Single Recording] (Partridge) – 3:44
5. When You're Near Me I Have Difficulty [Unused Single Recording] (Partridge) – 3:21
6. Helicopter [Unused Single Recording] (Partridge) – 3:30
7. Towers of London [Rejected Single Recording] (Partridge) – 6:07
8. Generals and Majors [Rehearsal Tape, Demo Version] (Moulding) – 5:02
9. No Language in Our Lungs [Black Sea Version] (Partridge) – 4:51
10. Sgt. Rock (Is Going to Help Me) [Black Sea Version] (Partridge) – 3:37
11. Paper and Iron (Notes and Coins) [Live] (Partridge) – 4:08
12. Crowded Room [Live] (Moulding) – 4:03
13. Senses Working Overtime [Early Work Tape, Demo Version] (Partridge) – 3:31
14. Snowman [Live] (Partridge) – 5:06
15. Ball and Chain [Unused Single Recording] (Moulding) – 4:21

### CD 3
1. Punch and Judy [Unused Single Recording]  (Partridge) – 2:35
2. Fly on the Wall [English Settlement Version] (Moulding) – 3:17
3. Yacht Dance [Live on the Old Grey Whistle Test, BBC TV] (Partridge) – 4:31
4. Jason and the Argonauts [English Settlement version] (Partridge) – 5:59
5. Love on a Farmboy's Wages [Home Demo] (Partridge) – 3:47
6. Wonderland [Home Demo] (Moulding) – 4:23
7. Ladybird [Mummer Version] (Partridge) – 4:36
8. All You Pretty Girls [Home Demo] (Partridge) – 4:13
9. Wake Up [Home Demo] (Moulding) – 4:12
10. The Everyday Story of Smalltown [The Big Express Version] (Partridge) – 4:13
11. Grass [Home Demo] (Moulding) – 2:55
12. Let's Make a Den [Home Demo] (Partridge) – 2:25
13. The Meeting Place [Home Demo] (Moulding) – 3:51
14. Dear God [Band Demo] (Partridge) – 4:10

### CD 4
1. Brainiac's Daughter [Psonic Psunspot Version] (Partridge) – 4:03
2. Vanishing Girl [Psonic Psunspot Version] (Moulding) – 2:44
3. Terrorism [Home Demo] (Partridge) – 3:20
4. Find the Fox [Home Demo] (Moulding) – 2:37
5. Season Cycle [Skylarking Version] (Partridge) – 3:21
6. The Troubles [Home Demo] (Partridge) – 3:17
7. Mayor of Simpleton [Early Work Tape, Demo] (Partridge) – 2:47
8. King for a Day [Home Demo] (Moulding) – 3:14
9. Chalkhills and Children [Oranges & Lemons Version] (Partridge) – 5:06
10. The Ballad of Peter Pumpkinhead [Home Demo] (Partridge) – 5:34
11. Omnibus [Nonsuch Version] (Partridge) – 3:20
12. The Disappointed [Home Demo] (Partridge) – 3:20
13. Bungalow [Nonsuch Version] (Moulding) – 2:49
14. Didn't Hurt a Bit [Nonsuch Outtake] (Moulding) – 3:54
15. Books are Burning [Live on The Late Show, BBC TV] (Partridge) – 4:48